# Najeh Braham
Najeh Braham (* 20. Mai 1977 in Bembla) ist ein ehemaliger tunesischer Fußballspieler und aktueller -trainer.

## Spielerkarriere

### Im Verein
Braham begann seine Spielerkarriere beim tunesischen Verein US Monastir. Seine erste Station in Deutschland war der 1. SC Göttingen 05. In der Winterpause der Saison 2001/02 wechselte Braham zum Regionalligisten Eintracht Trier, kam dort in seiner ersten Saison jedoch nur zu sechs Einsätzen. Nach dem Aufstieg der Trierer in die 2. Bundesliga sollte Braham den Verein eigentlich verlassen, jedoch fand sich kein Interessent für den Stürmer. Im folgenden Jahr gelang ihm dann der Durchbruch bei der Eintracht, als er mit 13 Treffern maßgeblichen Anteil am 7. Tabellenplatz der Trierer in der ersten Zweitligasaison hatte. In der folgenden Saison gelang ihm in 15 Spielen kein einziges Tor, sodass er 2004 zum Zweitligaaufsteiger FC Rot-Weiß Erfurt wechselte. Dort kam er jedoch auch nur zu zwölf Einsätzen und einem Tor, was nicht zuletzt an seiner eigensinnigen Spielweise lag, sodass sich die Mannschaft letztendlich gegen Braham ausgesprochen hat.
Nach dem Abstieg der Thüringer kehrte er zu Eintracht Trier zurück, die ebenfalls in die Regionalliga abgestiegen waren. Dort erzielte er in 24 Spielen 12 Tore, konnte den erneuten Abstieg des Vereins in die Oberliga aber nicht verhindern. In der Saison 2006/07 spielte Braham beim Regionalliga Süd-Club Sportfreunde Siegen, wurde aber zumeist in der zweiten Mannschaft eingesetzt. Sein Vertrag wurde in der Winterpause der Saison 2007/08 in beiderseitigem Einvernehmen aufgelöst. Am 22. Januar 2008 wurde seine Verpflichtung beim 1. FC Magdeburg bekannt gegeben. Brahams Vertrag lief bis zum Saisonende 2008 und sollte sich bei Qualifikation für die 3. Liga um ein weiteres Jahr verlängern. Obwohl die Magdeburger die Qualifikation nicht erreichten, verlängerte Braham seinen Vertrag bis 2010. Am Ende der zweiten Saison in Magdeburg wurde Braham mitgeteilt, dass der FCM in Zukunft ohne ihn plane und er sich einen neuen Verein suchen kann. Brahams Bilanz in Magdeburg sind 18 Tore in 45 Spielen.
Najeh Braham wechselte daraufhin zum Drittligisten FC Erzgebirge Aue, wo er einen Ein-Jahres-Vertrag bis Juni 2010 erhielt. Dort erzielte der Mittelstürmer in 25 Partien 11 Tore und war damit zweiterfolgreichster Torschütze der Mannschaft. Dann bekam er aber Knieprobleme, die eine Operation notwendig machten und das vorzeitige Saisonende bedeuteten. Auch ohne seine Mithilfe gelang dem Team noch der Aufstieg in die 2. Bundesliga. Danach blieb der Tunesier ein weiteres Jahr in Aue, das aber im Schatten seiner Knieverletzung stand. Nur fünf Einwechslungen gab es für ihn und am Ende der Saison wurde sein Vertrag nicht verlängert.
Zur Saison 2013/14 übernahm der den Trainerposten beim SV Nordshausen, wechselte aber schon im Februar weiter zum I. SC Göttingen 05. Mitte Oktober 2014 wurde er nach einem Fehlstart in die neue Oberligasaison entlassen und durch Martin Wagenknecht ersetzt.

### In der Nationalmannschaft
In der tunesischen Fußballnationalmannschaft kam Najeh Braham zu insgesamt 14 Einsätzen und erzielte dabei vier Treffer. Beim Afrika-Cup 2004 war er Teil des tunesischen Teams, welches die Afrikameisterschaft gewann. Er stand dort bei zwei Spielen auf dem Platz und erzielte ein Tor.

## Erfolge und Auszeichnungen
- Afrikameister 2004
- 2. Bundesliga-Aufstieg 2002 mit Eintracht Trier
- 2. Bundesliga-Aufstieg 2010 mit dem FC Erzgebirge Aue
- 3. Liga-Spieler des Monats im Dezember 2009